# Larouchismo

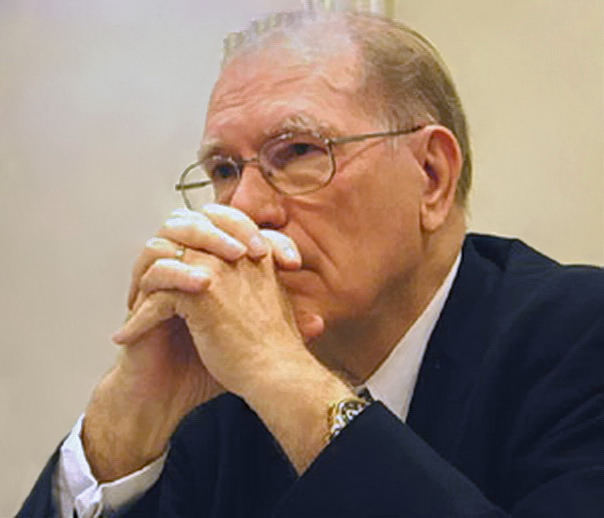
Lyndon LaRouche (1922–2019), homónimo y fundador del movimiento

El Movimiento Internacional por los Derechos Civiles - Solidaridad (abreviado como MoViSol), nombre adoptado en muchos países incluyendo Italia, o Movimiento LaRouche, (LaRouche movement, en inglés) también llamado larouchismo, es un movimiento político-cultural internacional que promueve las ideas, la ideología y la figura de Lyndon LaRouche, fundador del grupo, político y economista, pacifista, excuáquero y extrotskista estadounidense, que incluyen diversas teorías fuera de los esquemas convencionales. Operaban según un sincretismo político personal, que se ocupa de la defensa de los derechos civiles, la libertad de expresión, los derechos humanos, la democracia y la difundir la cultura de la solidaridad. Incluye muchas organizaciones y empresas de todo el mundo que realizan campañas, recopilan información y publican libros y publicaciones periódicas. The New York Times lo ha llamado "de culto".
Es considerado un movimiento anticapitalista y antiglobalización, que también se adhiere a algunas teorías de la conspiración: por ejemplo, apoya ciertas versiones de la teoría de la conspiración sobre el ataque del 11 de septiembre de 2001 al World Trade Center, además de negar el calentamiento global, el cambio climático y afirmado que los peligros de la sobrepoblación de la Tierra no son reales (como la teoría del agujero de ozono) sino llevados adelante para difundir teorías de decrecimiento tecnológico o políticas neo-maltusianas de reducción de la tasa de natalidad forzada (a través de guerras, políticas económicas neoliberales, drogas), por parte de un constituyente sinárquica del Nuevo Orden Mundial, que pretende controlar el mundo de una manera antidemocrática. El movimiento también critica a las asociaciones ecologistas que apoyan estas ideas, y sus vínculos con la familia real británica acusada de neoimperialista junto con Arabia Saudí; Se nota la oposición del grupo a la Conferencia de París sobre cambio climático apoyando en este caso concreto la posición de Donald Trump y China. El movimiento también propugna el abandono de los tipos de cambio flotantes y el regreso a los tipos de cambio fijos al estilo de Bretton Woods, la abolición del Fondo Monetario Internacional y la energía nuclear. En Brasil, algunas de las ideas de Lyndon LaRouche fueron promovidas por Enéas Carneiro y el Partido de la Reconstrucción del Orden Nacional (Prona). 
Aunque el movimiento se originó a partir del activismo estudiantil de izquierda en la década de 1960, las ideas del movimiento de LaRouche a menudo se consideran de extrema derecha. 
LaRouche también fue acusado de antisemitismo por sus críticas al lobby judío e Israel y por citar los protocolos de los Sabios de Sion, de homofobia por algunas denuncias e iniciativas sobre el SIDA en relación con los homosexuales, y alternativamente de comunismo y el fascismo (por otro lado, el grupo ha usado a menudo el adjetivo "fascista" para sus oponentes), haber tenido relaciones fluctuantes entre áreas enfrentadas, como el Ku Klux Klan por un lado y Martin Luther King por el otro. El movimiento ha apoyado varias iniciativas, incluida la colonización de Marte, el regreso al sistema económico de Bretton Woods (que no debe confundirse con el patrón oro), la promoción de la música clásica frente al rock moderno, la oposición al sistema bancario- financiero y, si bien no contra un sistema de salud pública, se opuso al obamacare, comparándolo con Hitler en algunos carteles. En Europa expresó posiciones euroescépticas. Aunque el Movimiento LaRouche suele ser visto como un grupo político marginal (que también atrae críticas de personalidades de culto), el movimiento proclama que Lyndon LaRouche es una figura de importancia internacional en los campos político y cultural, y que el movimiento es una respuesta necesaria. para salvar al mundo de una crisis global inminente. Uno de sus críticos acusó a LaRouche de haber creado un culto a la personalidad que rivaliza con el de Iósif Stalin, incluso si muchos movimientos de liderazgo fuerte formalmente democráticos pueden en teoría ser acusados de promover un culto excesivo al fundador, y por esta razón muchos argumentan que utilizan los mecanismos psicológicos de los psico-cultos. El grupo tiene sucursales en muchas partes del mundo. Vinculados al movimiento están, en EE. UU., el Comité de Acción Política LaRouche, el Executive Intelligence Review, la Comisión Nacional de Comités de Trabajadores y, en el exterior, el Instituto Schiller.

## Origen
El movimiento se originó dentro de la política estudiantil de izquierda radical de la década de 1960. En las décadas de 1970 y 1980, cientos de candidatos se presentaron en las primarias demócratas estatales en los Estados Unidos en la 'plataforma de LaRouche', mientras que Lyndon LaRouche hizo campaña repetidamente para la nominación presidencial . Sin embargo, el movimiento de LaRouche a menudo se considera de extrema derecha. Durante su apogeo en las décadas de 1970 y 1980, el movimiento LaRouche desarrolló una agencia privada dedicada al espionaje y contactos con gobiernos extranjeros. En 1988, LaRouche y 25 asociados fueron condenados por fraude en la recaudación de fondos. El movimiento señaló que los procesamientos eran por motivos políticos.
- Datos: Q1084556
- Multimedia: LaRouche movement / Q1084556